# Zeepeduinen
De Zeepeduinen is een natuurgebied op de westzijde van het eiland Schouwen-Duiveland in de Nederlandse provincie Zeeland. Het duingebied maakt deel uit van het Natura 2000-gebied de Kop van Schouwen en ligt ten westen van de plaats Burgh-Haamstede. De naam Zeepeduinen is een verbastering van het Zeeuwse seepelen (=sijpelen). Het grondwater sijpelde hier vanuit de duinen naar de omgeving omdat die lager lag.
Het gebied bestaat uit open zand, duinen, bos en struiken. In de Zeepeduinen ligt een duinmeertje waar aalscholvers broeden.